# Pentium 4
A Pentium 4 az Intel egymagos, nagyteljesítményű, asztali és laptop gépekbe szánt CPU-sorozata volt; a Pentium III-at követte. A Pentium 4 típust az Intel 2000. november 20-án jelentette be, és egészen 2008. augusztus 8-ig szállította. Ez a processzortípus alapvetően egymagos, az x86 architektúrával kompatibilis, alapjául az Intel besorolása szerint hetedik generációs NetBurst mikroarchitektúra szolgál.
A Pentium 4 különböző változatai mellett a NetBurst mikroarchitektúrát a többmagos Pentium D és a szerverekbe szánt Xeon processzorokban is alkalmazták. Emellett az alacsony árú Celeron processzorok egy része is olyan Pentium 4-es, amelyben a másodszintű gyorsítótár (L2 cache) egy részét kikapcsolták. A Pentium 4 sorozatba tartoznak még a 2005-ös Pentium Extreme Edition kétmagos processzorok is.
A Pentium 4 gyártása 2000-ben kezdődött. 2005 közepétől a kétmagos Pentium D processzor piaci megjelenésével a Pentium 4-esek ára csökkenni kezdett. 2006. június 27-én megjelentek az Core 2 Duo processzorcsalád első tagjai, amelyek felváltották a NetBurst architektúrájú processzorokat, és 2007. augusztus 8-án az Intel bejelentette, hogy (bizonyos határidőn belül) beszünteti ezek gyártását.

## Áttekintés

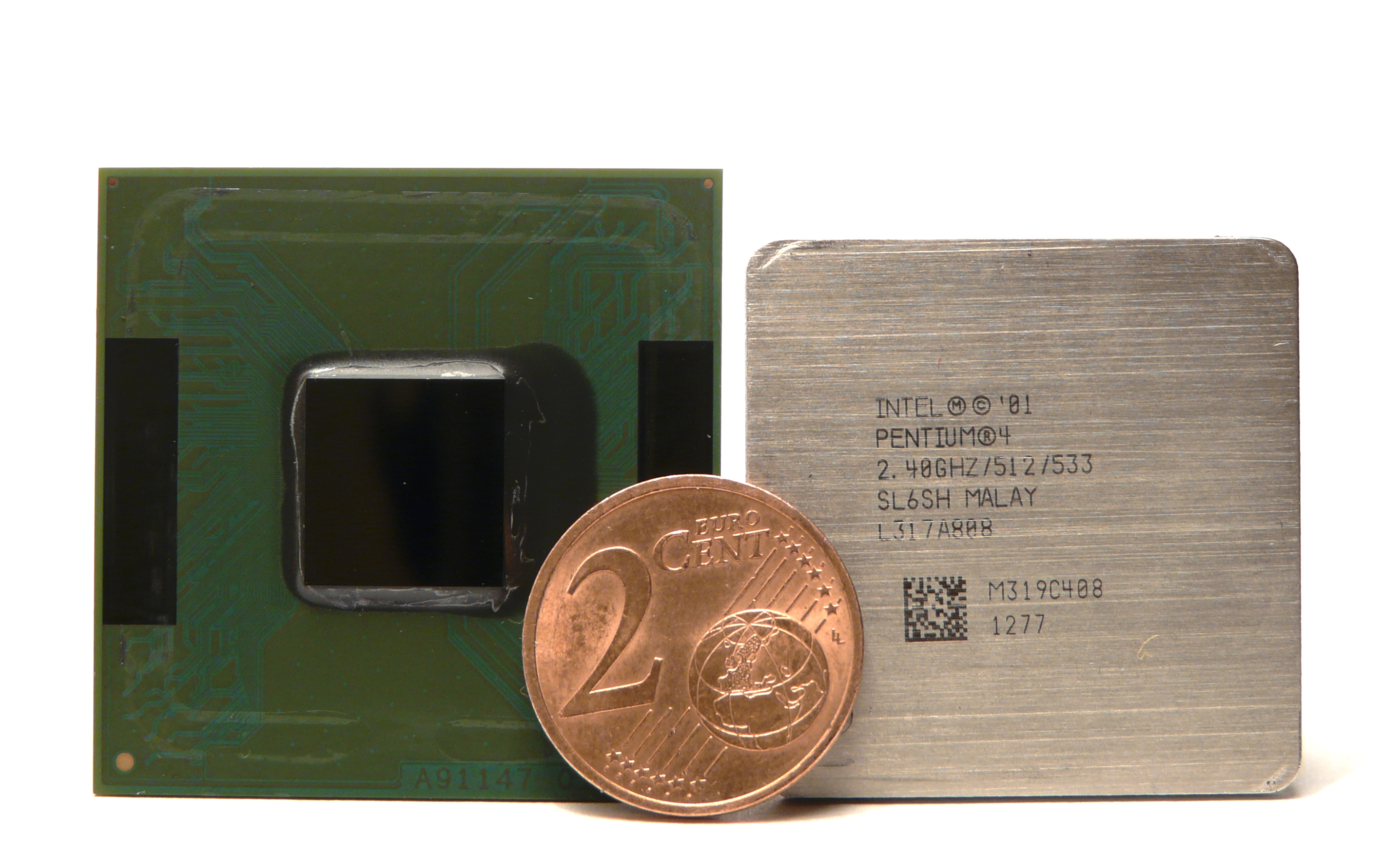
Pentium 4 2,40 GHz órajelű Northwood-magos processzor, leszerelt hőterelő fedőlemezzel (jobbra). A 2 eurocentes jól érzékelteti a méretét.

A Pentium 4 CPU-k az újabb NetBurst mikroarchitektúrán alapulnak, amely jelentősen különbözött a korábbi, Pentium II és Pentium III processzorokban alkalmazott 1995-ös P6 mikroarchitektúrától. A NetBurst architektúrában a fő hangsúlyt az órajel növelése kapta; ez a felépítés az Intel állítása szerint megengedi az akár 10 GHz órajel használatát is, azonban melegedési-hűtési problémák miatt (különösen a Prescott-magos Pentium 4-nél) az órajelet 3,8 GHz-re korlátozták. Az órajelfokozás egyik kulcseleme a hiper-futószalagos technológia („Hyper-Pipelined Technology”) bevezetése volt, ez a gyakorlatban egy igen hosszú, a dekódoló fokozatok nélkül is 20 fokozatú futószalag alkalmazását jelenti.
A nagyon hosszú futószalag hatékonyságának növelése érdekében a Pentium 4 processzorokat olyan további speciális kiegészítőkkel látták el, mint a Trace Execution Cache (nyomkövető végrehajtási gyorsítótár), Enhanced Branch prediction (javított elágazás-előrejelzés), és Quad Data Rate bus (négyszeres adatátviteli sebességű busz).
Az első, Willamette kódnevű Pentium 4-magok órajele 1,3 GHz-től 2 GHz-ig terjedt. Ezeknél nem volt megfigyelhető túlzott sebességnövekedés, sőt néhány esetben lassabbak voltak, mint a leggyorsabb Pentium III processzorok; az Intel a rákövetkező Pentium 4-magokban további teljesítménynövelő újításokat alkalmazott.
A Pentium 4-ben jelent meg a 400 MT/s (megatransfers per second) sebességű front-side bus (FSB, memóriát és grafikát kiszolgáló busz). Ebben maga a busz 100 MHz-es sebességen működött, de négyszeres adatátvitelt biztosított. Összehasonlításképpen az AMD Athlon processzornál a kétszeres átvitelű FSB 100 vagy 133 MHz órajellel működött, így 200 vagy 266 MT/s sebességet érhetett el.
A későbbi verziókban jelent meg a hiperszálas technológia (Hyper-Threading Technology, HTT), amely egy fizikai processzoron belül megengedi több végrehajtási szál futtatását egyidejűleg, ezáltal az egyetlen processzor látszólag két független processzorként működik (két logikai processzor). További sebességnövekedést jelentett a megnövelt L2 gyorsítótár.
A Pentium 4 CPU-k 144 új SIMD utasítást is kaptak, ez az SSE2 jelű utasításkészlet-kiterjesztés; a Prescott-magos Pentium 4s processzoroktól kezdve pedig megjelent ennek SSE3 jelű változata. Az SSE kiterjesztések a számítások, tranzakciók, a 3D grafika, a médiafeldolgozás és a játékok gyorsítására szolgálnak. Végül 2004-ben a Pentium 4 processzor eredetileg 32 bites x86 utasításkészletét kiterjesztették 64 bitesre, ez az x86-64 utasításkészlet.

## Tokozások, fizikai jellemzők

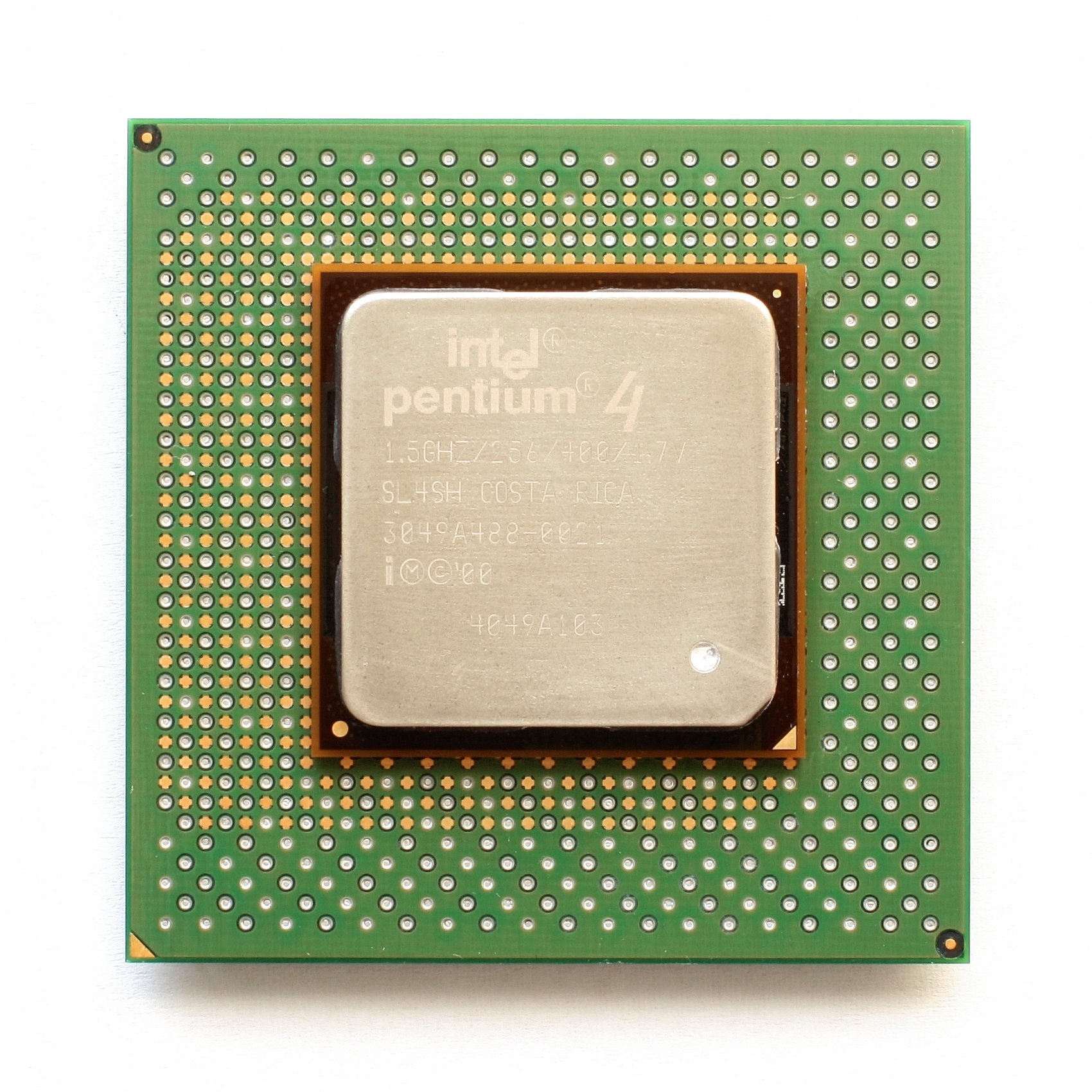
Pentium 4 (Socket 423)

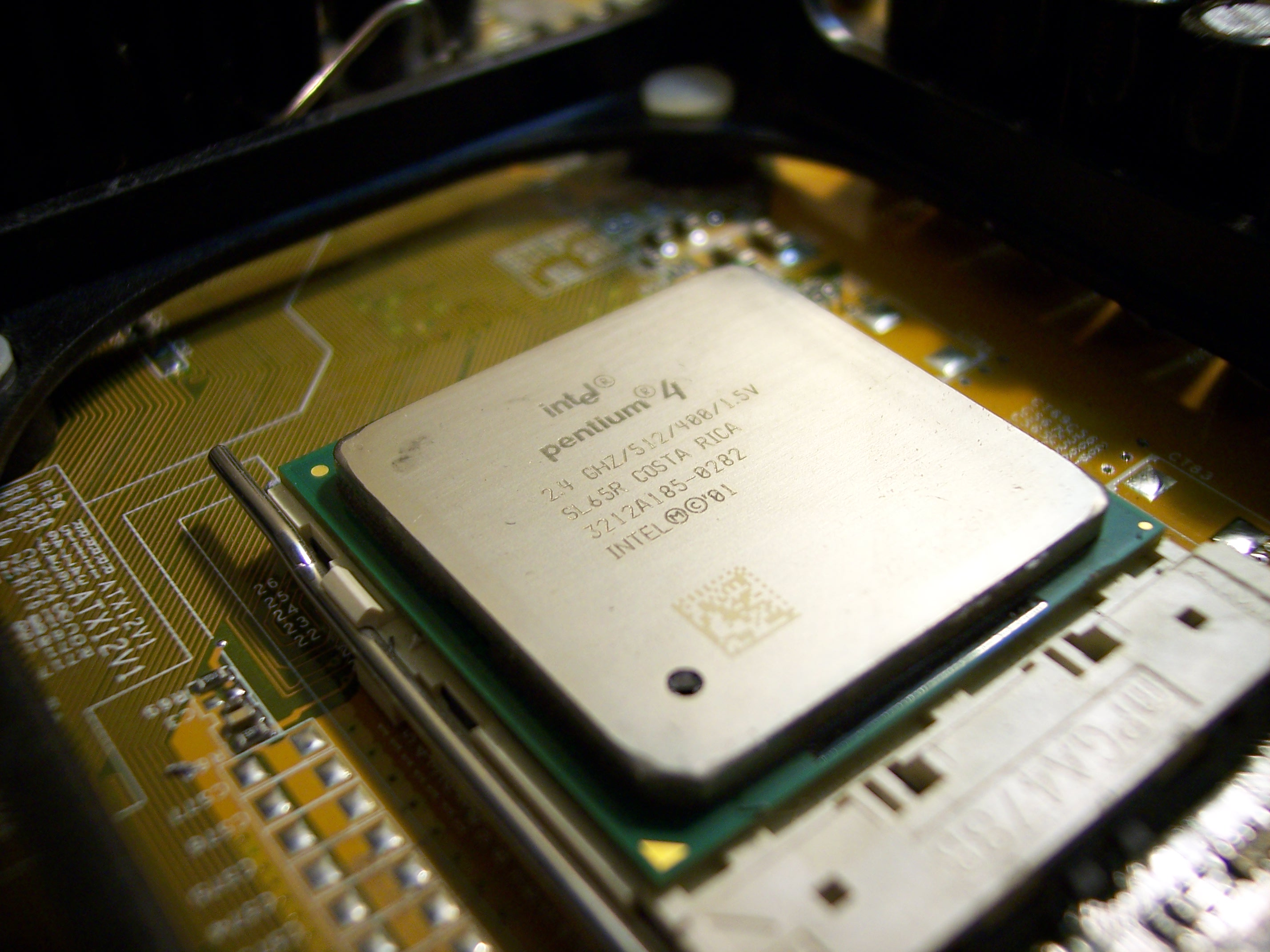
Pentium 4 (Socket 478)

A Pentium 4 processzorokat asztali számítógépek és laptopok processzorainak szánták. A processzorok három különböző tokozásban kerültek forgalomba.
A korai Willamette-magot tartalmazó processzorokat 2000 novemberétől 2004 elejéig forgalmazták. Ezek a processzorok a Socket 423 foglalatba illeszthető FCPGA tokozással készültek. A tokozás alapját egy szerves anyagból készült hordozólemez képezte (substrate), a csatlakozók, a lapka és a hőterelő borítás erre van építve. A hordozólemez mérete 53,3×53,3 mm, ezen 423 csatlakozó tű található, aszimmetrikus kialakításban, így a foglalatba csak egy módon helyezhető. A foglalat ZIF típusú. A processzorkristályt egy hőterelő burkolat fedi (integrated heat spreader, IHS). A hordozó alsó részén néhány felületszerelt elem található. Ez a foglalat-tokozás páros nem tette lehetővé a 2 GHz fölötti órajel használatát, ezért ezt a gyorsabb processzoroknál újabb típus váltotta fel.
A későbbi Willamette-, a Northwood-, a Gallatin-magot tartalmazó Pentium 4 Extreme Edition processzorok egy része, valamint a korai (2001-től 2005-ig) Prescott-magos processzorok már a Socket 478 foglalatba illeszkedő FC-mPGA2 tokozással készültek. Ebben is megtalálható a hordozólemez és a hőterelő burkolat, a hordozón 478 csatlakozó tű található, a lemez mérete 35×35 mm.
A Gallatin-magot tartalmazó Pentium 4 Extreme Edition processzorok másik része, a későbbi Prescott-magos processzorok és a 2004 elejétől kibocsátott Prescott-2M- és Cedar Mill-alapú processzorok FC-LGA4 tokozásban jelentek meg, egészen 2007 őszéig. A tokozás felépítése hasonló az előzőekhez, megtalálható a hordozólemez és hőelvezető borítás. A lemez mérete 37,5×37,5 mm. A hordozólemez alsó részén 775 érintkező pont található – ezen a tokozáson az érintkezések nem tűk, hanem érintkezési pontok, a processzorfoglalatban vannak az érintkezőtüskék.
A Northwood-magos mobil processzorok egy részét FC-mPGA tokozással készítették. Ez abban különbözik a FC-mPGA2 tokozástól, hogy nincs rajta hőelvezető borítás.
A processzorok jelzései a hőterelő borításra kerültek, az ilyen borítás nélküli tokozásokon pedig a processzorkristály mellett két oldalon felragasztott matricákra. A processzorok jelölése tartalmazza a processzor megnevezését, alatta az órajel-frekvenciát, a gyorsítótárméretet, a buszsebességet és -feszültséget, valamint különböző sorozatszámokat. Az adatok gyakran egy 2D pontmátrix jelölésben is szerepelnek.

## Architekturális jellemzők
A Pentium 4 processzorok alapjául szolgáló NetBurst architektúra kifejlesztésének elsődleges célja a processzorok órajelének növelése volt. A NetBurst nem a Pentium III processzorokban használt P6 mikroarchitektúra utódja vagy folytatása, hanem egy teljesen új elveken alapuló kialakítás; legfontosabb vonásai a hiper-futószalagos kialakítás és a mikroutasítások gyorsítótárazása a hagyományos utasítás-gyorsítótár használata helyett. A NetBurst architektúrájú processzorok ALU-ja is lényegesen különbözik a többi architektúrában található ALU-któl.
A futószalag húsz fokozatból áll:
- TC, NI (1, 2) – utolsó végrehajtott utasítás által mutatott mikroutasítások keresése
- TR, F (3, 4) – mikroutasítások kiválasztása
- D (5) – mikroutasítások áthelyezése
- AR (6–8) – processzor-erőforrások lefoglalása, regiszterek átnevezése
- Q (9) – mikroutasítások sorba állítása
- S (10–12) – végrehajtási sorrend meghatározása
- D (13–14) – előkészítés végrehajtásra, operandusok elővétele
- R (15–16) – operandusok olvasása a regiszterfájlból
- E (17) – végrehajtás
- F (18) – jelzőbitek (flagek) kiszámítása
- BC, D (19, 20) – eredmény helyességének ellenőrzése

### Hiper-futószalagos technika
(Hyper Pipelining)
A Willamette- és Northwood-magos Pentium 4 processzorokban 20 fokozatú futószalag van, míg a Prescott és Cedar Mill-magokra épülő processzorokban a futószalag már 31 fokozatú. Ebben nincsenek benne az utasítás-dekódolási fokozatok, mivel a mikroutasítás-gyorsítótár alkalmazása miatt a dekódolás a futószalagon kívül történik. Ez teszi lehetővé a rövidebb futószalagot, de az azonos gyártási technológiát használó processzorokhoz képest magasabb órajel használatát a Pentium 4 processzorokban. Például a Coppermine-alapú 180 nm-es technológiájú Pentium III processzorok maximális órajele 1333 MHz lehet, míg a Willamette-alapú Pentium 4 processzoroké elérheti a 2000 MHz-et is.
A hosszú futószalagok legnagyobb hátránya az utasítás-végrehajtás fajlagos hatékonyságának csökkenése a rövidebb futószalagokhoz képest (egy ciklus alatt kevesebb utasítás hajtódik végre), valamint az utasítások helytelen végrehajtása esetén előálló komoly veszteségek (pl. feltételes elágazás rossz előrejelzése vagy gyorsítótár-találati hiba esetén).
A rosszul előre jelzett elágazások hatásának minimalizálása érdekében a NetBurst architektúrán alapuló processzorokba az elődökhöz képest megnövelt méretű elágazás-előrejelző puffer (branch target buffer) és újabb előrejelző algoritmus került, ami az előrejelzés pontosságát jelentősen megnövelte – kb. 94%-ra – a Willamette-magokban. A rákövetkező magokban tovább javítottak az előrejelző mechanizmuson, tovább növelve az elágazás-előrejelzés pontosságát.

### Mikroutasítások gyorsítótárazása
(Execution Trace Cache)
A NetBurst architektúrán alapuló processzorok, akárcsak a modern x86-kompatibilis processzorok többsége, olyan CISC processzorok, amelyek belsőleg RISC magot tartalmaznak: a bonyolult x86 utasításokat végrehajtás előtt egy mechanizmus sokkal egyszerűbb belső utasítások (mikroutasítások) sorozatává alakítja át, és ez lehetővé teszi az utasítások gyorsabb végrehajtását. Azonban, mivel az x86 utasítások változó hosszúak és nem rendelkeznek egységes utasításformátummal, ezek dekódolása jelentős időráfordítással jár.
Mindezek miatt a NetBurst architektúra fejlesztése során úgy határoztak, hogy lemondanak a tradicionális első szintű gyorsítótárakról (ami ebben az esetben x86 utasításokat tartalmazott volna), ehelyett a dekódolt mikroutasítás-sorozatok kerülnek a gyorsítótárba a végrehajtás feltételezett sorrendjében. Ez a fajta gyorsítótár-szervezés lehetővé tette a feltételes elágazások végrehajtására és az utasítás kiválasztásra fordított idő csökkentését.

### ALU és gyorsított egész értékű utasítás-végrehajtási mechanizmus
(Rapid Execution Engine)
Mivel a NetBurst architektúra alapvető célja a hatékonyság növelése volt magas órajel használatával, szükségessé vált az egész értékű (integer) utasítások végrehajtásának gyorsítása is. Ennek érdekében a NetBurst-alapú processzorokban az ALU több részegységre lett darabolva: egy „lassú ALU” integer műveletek nagy tömegét képes végrehajtani, és két „gyors ALU”, amelyek csak a legegyszerűbb műveleteket – pl. összeadás – tudják végrehajtani. A „gyors ALU” három lépésben hajtja végre a műveleteket: először az eredmény alacsony helyiértékű részét számolja ki, a következő lépésben a magas helyiértékű részt, végül kiszámítja az állapotbiteket.
A két „gyors ALU”, a kiszolgáló logika és a regisztertömb szinkronizálása a processzor órajelének minden fél ütemében megtörténik, tehát ezek az egységek gyakorlatilag kétszeres órajelen működnek. Ezek az egységek alkotják a gyorsított egész értékű utasítás-végrehajtási mechanizmust.
A Willamette- és Northwood-alapú processzorokban a „gyors ALU” egységek csak azokat az utasításokat képesek végrehajtani, amelyek az operandusokat az alacsonyabbtól a magasabb helyiértékű rész felé haladva dolgozzák fel. Ekkor az alacsonyabb helyiértékű rész eredménye fél órajelciklus alatt előáll, így az effektív késés fél órajel. A Willamette- és Northwood-alapú processzorokban nincs egész értékű szorzást és eltolásokat végző egység, ezeket a műveleteket más egységek végzik, pl. az MMX utasítás-végrehajtó.
A Prescott-magon alapuló processzorokban és a későbbiekben már van egész értékű szorzó egység és a „gyors ALU”-k is képesek az eltolási műveletek elvégzésére; a „gyors ALU” által végrehajtott műveletek effektív késése azonban egy órajelciklusra nőtt.

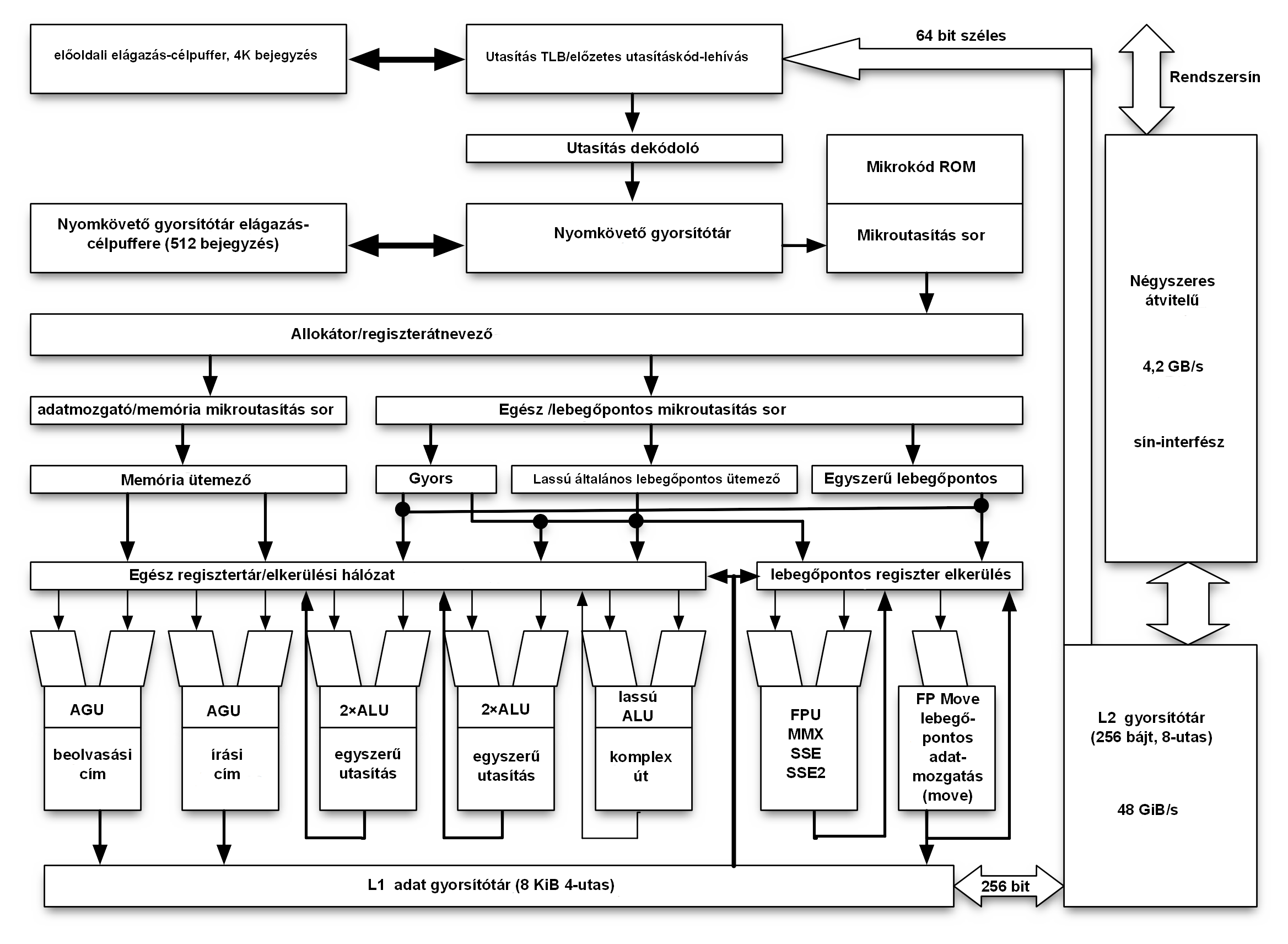
A Pentium 4 felépítésének tömbvázlata

### Mikroutasítások ismételt végrehajtása
A Pentium 4 processzor rendelkezik egy Replay System (újrajátszó rendszer) elnevezésű, kevésbé ismert belső alrendszerrel, ami a mikroutasítások ismételt végrehajtását végzi.
A magokban található ütemezők (scheduler) alapvető feladata annak eldöntése, hogy a mikroutasítások készen állnak-e a végrehajtásra, majd azok továbbítása a futószalagra. A futószalag szakaszainak nagy száma miatt az ütemezők már akkor kénytelenek átadni a mikroutasításokat a végrehajtó egységeknek, mielőtt még az előző mikroutasítások végrehajtása befejeződött volna. Ez biztosítja a végrehajtó egységek optimális kihasználtságát, és segít elkerülni a végrehajtási veszteségeket, de csak abban az esetben, ha a mikroutasítások végrehajtásához szükséges adatok a másodlagos gyorsítótárban vagy a regiszterfájlban vannak, illetve ha átadhatók a regiszterfájl kihagyásával.
A mikroutasítások készenlétének eldöntésekor az ütemezőnek ki kell számítania azon megelőző mikroutasítások végrehajtási idejét, amelyek a kérdéses mikroutasítás végrehajtásához szükséges adatokat előállítják. Amennyiben a végrehajtási idő még nincs előzetesen meghatározva, az ütemező a legrövidebb végrehajtási időt veszi alapul.
Ha az adatok rendelkezésre állásához szükséges idő becslése helyes volt, a mikroutasítás sikeresen végrehajtódik. Abban az esetben, ha az adatok nem állnak készen időben, az eredmény helyességének ellenőrzése sikertelen lesz. Ekkor az a mikroutasítás, amely sikertelen eredményt produkált, egy speciális sorba lesz beállítva (replay queue) és később újból az ütemezőhöz jut, ismételt végrehajtásra.
Annak ellenére, hogy a mikroutasítások ismételt végrehajtása csökkenti a hatékonyságot, a mikroutasítások hibás vagy sikertelen végrehajtása esetén a fenti mechanizmus használatával elkerülhető a futószalag leállítása és kiürítése, ami sokkal komolyabb veszteséget okozna.

## Modellek
Az Intel hivatalos terveiben 1998 októberében jelent meg a Willamette kódnevű processzor, habár a Willamette név már 1996-ban felbukkant a közleményekben. Kidolgozása csak a Pentium Pro fejlesztésének lezárulása után kezdődött (a Pentium Pro 1995 végén jelent meg).
A 64 bites Merced processzor kidolgozása során nehézségek merültek fel, fejlesztése erősen elhúzódott (1994-től csak 2001-re jutottak el a működő termékig); a Merced processzor hatékonysága az x86 utasítások végrehajtásában nem bizonyult kielégítőnek az általa felváltani kívánt processzorokhoz képest, ezért volt szükség egy újabb IA-32 architektúrájú processzor létrehozására, amelyre az Intel, tervei szerint, a P6 architektúrájú processzorok utódjának szerepét oszthatja.
Az elképzelések szerint a Willamette 1998 második felében jelent volna meg, azonban számos fennakadás miatt bejelentését a 2000-es év végére halasztották. 2000 februárjában az Intel Fejlesztői Fórumon (IDF Spring 2000) bemutattak egy számítógépet, benne egy 1,5 GHz órajelen működő processzort: ez egy Willamette processzor mérnöki mintája volt, ami aztán a „Pentium 4” megnevezést kapta.
Az első Willamette-magon alapuló, sorozatban gyártott Pentium 4 processzorokat 2000. november 20-án jelentették be; ezek 180 nm-es technológiával készültek. A Pentium 4 család fejlődésének következő állomását a Northwood-magon alapuló processzorok jelentették 2002 januárjában, ezek 130 nm-es technológiával készültek. 2004. február 2-án mutatták be az első Prescott-magot tartalmazó, 90 nm-es technológiával készült processzorokat. Az utolsó mag, amely a Pentium 4 processzorokba került, a Cedar Mill volt: ez 65 nm-es technológiával készült.
Northwood- és Prescott-magokat mobil Pentium 4 és Pentium 4-M processzorokba is építettek, amelyek tulajdonképpen csökkentett fogyasztású Pentium 4 processzorok. Az Intel az említett összes maggal szerelt Celeron processzorokat is kibocsátott, ezeket alacsony árkategóriájú gépekbe szánták. A Celeron processzorok csökkentett méretű második szintű gyorsítótárral és alacsonyabb órajel-frekvenciájú rendszerbusszal szerelt Pentium 4 processzorok.
A különböző Pentium 4 modellek megjelenési ideje és a processzorok ára a megjelenéskor:
| órajel, GHz      | 1,4          | 1,5          | 1,3       | 1,7         | 1,6       | 1,8       | 1,9           | 2             |
| bejelentés ideje | 2000.        | 2000.        | 2001.     | 2001.       | 2001.     | 2001.     | 2001.         | 2001.         |
| bejelentés ideje | november 20. | november 20. | január 3. | április 23. | július 2. | július 2. | augusztus 27. | augusztus 27. |
| ár, $            | 644          | 819          | 409       | 352         | 294       | 562       | 375           | 562           |

| órajel, GHz      | 2,2       | 2,4        | 2,266    | 2,533    | 2,5           | 2,6           | 2,666         | 2,8           | 3,066        | 3           | 3,20       | 3,4        | 3,6         | 3,8       |
| bejelentés ideje | 2002.     | 2002.      | 2002.    | 2002.    | 2002.         | 2002.         | 2002.         | 2002.         | 2002.        | 2003.       | 2003.      | 2004.      | 2005.       | 2005.     |
| bejelentés ideje | január 7. | április 2. | május 6. | május 6. | augusztus 26. | augusztus 26. | augusztus 26. | augusztus 26. | november 14. | április 14. | június 23. | február 2. | február 21. | május 26. |
| ár, $            | 562       | 562        | 423      | 637      | 243           | 401           | 401           | 508           | 637          | 415         | 637        | 417        | 605         | 851       |

| órajel, GHz      | 3,2               | 3,4              | 3,466             | 3,733             |
| bejelentés ideje | 2003. november 3. | 2004. február 2. | 2004. november 1. | 2005. február 21. |
| ár, $            | 999               | 999              | 999               | 999               |

| processzor       | Pentium 4-M | Pentium 4-M | Pentium 4-M | Pentium 4-M | Pentium 4-M | Pentium 4-M | Pentium 4-M | Pentium 4-M    | Pentium 4-M | Pentium 4-M | Pentium 4-M | Mobile Pentium 4 | Mobile Pentium 4 | Mobile Pentium 4 | Mobile Pentium 4 | Mobile Pentium 4 | Mobile Pentium 4 |
| órajel, GHz      | 1,6         | 1,7         | 1,4         | 1,5         | 1,8         | 1,9         | 2           | 2,2            | 2,4         | 2,5         | 2,6         | 2,4              | 2,666            | 2,8              | 3,066            | 3,2              | 3,333            |
| bejelentés ideje | 2002.       | 2002.       | 2002.       | 2002.       | 2002.       | 2002.       | 2002.       | 2002.          | 2003.       | 2003.       | 2003.       | 2003.            | 2003.            | 2003.            | 2003.            | 2003.            | 2004.            |
| bejelentés ideje | március 4.  | március 4.  | április 23. | április 23. | április 23. | június 24.  | június 24.  | szeptember 16. | január 14.  | április 16. | június 11.  | június 11.       | június 11.       | június 11.       | június 11.       | szeptember 23.   | szeptember 28.   |
| ár, $            | 392         | 496         | 198         | 268         | 637         | 431         | 637         | 562            | 562         | 562         | 562         | 185              | 220              | 275              | 417              | 653              | 262              |

### Pentium 4

#### Willamette

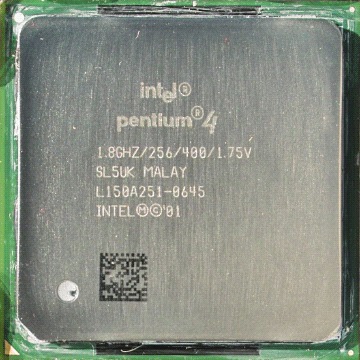
Pentium 4 Willamette 1,8 GHz (FC-mPGA2 tokozásban)

A NetBurst mikroarchitektúra első megvalósítását célzó Willamette nevű projekt befejezése sokat késett. A projektet 1998-ban indították, amikor az Intel még a Pentium II vonalat akarta továbbvinni. Ebben az időben a Willamette-magok órajele legfeljebb az 1 GHz-et érte el. Még a projekt befejezése előtt megjelentek a P6 mikroarchitektúrán alapuló Pentium III processzorok, amelyek gyökeresen eltértek a NetBurst mikroarchitektúrától, ezért az Intel marketingrészlege úgy döntött, hogy a NetBurst architektúrát Pentium 4 néven fogja forgalmazni.
2000. november 20-án az Intel bejelentette a Pentium 4 sorozat első processzorainak megjelenését. Ezek az új Willamette-magon alapultak, amely elveiben különbözött az előző processzortípusokban szereplő magoktól. A Pentium 4 processzorokba újabb rendszerbusz került, amelyek a buszfrekvencia négyszeresén képesek az adatok továbbítására (quad pumped bus), így a rendszerbusz-órajel effektív frekvenciája 400 MHz, miközben a fizikai frekvencia 100 MHz.
A Willamette-magot tartalmazó processzorok 8 KiB gyorsítótárat tartalmaznak, a mikroutasítás-sorozatok gyorsítótára kb. 12 000 mikroutasítást képes egyszerre tárolni, a második szintű gyorsítótár mérete 256 KiB. A processzor 42 millió tranzisztort tartalmaz, a processzorlapka mérete 217 mm², ezt az akkoriban már kissé elavultnak számító technológia magyarázza: 180 nm-es processz, 6 rétegű alumínium összeköttetéssel. 2001 őszéig a Willamette-alapú processzorok Socket 423 foglalatba illeszthető FCPGA tokozással készültek (amely ebben az esetben egy OLGA – Organic Land Grid Array burkolatban levő IC, PGA hordozón).
Az Intel már az első Pentium 4 processzorok megjelenése előtt úgy tervezte, hogy mind a Willamette-alapú processzorok, mind a Socket 423 foglalat csak 2001 közepéig marad a piacon, utána ezeket felváltják a Northwood-magon alapuló processzorok és a Socket 478 foglalat, azonban különböző okok miatt – a 130 nm-es technológia bevezetése során jelentkező problémák, a tervezettnél jobb kihozatali arány a Willamette-magok gyártása során, és a már elkészült processzorokat is el kellett adni valahogy – a Northwood-alapú processzorok bejelentését 2002-re halasztották, és ezzel párhuzamosan 2001. augusztus 27-én megjelentették az FC-mPGA2 tokozású (Socket 478 foglalatba illeszkedő), továbbra is Willamette-magot tartalmazó processzorokat.
A Willamette-alapú Pentium 4 processzorok órajele 1,3–2 GHz között lehetett, a rendszerbusz frekvenciája 400 MHz, a mag feszültsége modelltől függően 1,7–1,75 V, a maximális hőtermelés: 2 GHz-en 100 W.
A Willamette kódnevet az oregoni Willamette völgy inspirálta, ahol az Intel több gyártólétesítménye is található.

#### Northwood

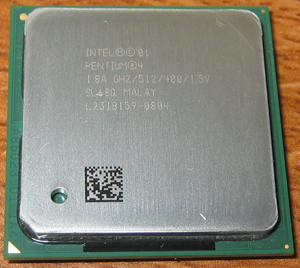
Northwood-magos Intel Pentium 4 1800

2002. január 7-én az Intel bejelentette az új Northwood-magon alapuló Pentium 4 processzorait. Ezek a Willamette-magon alapultak, bennük az L2-es gyorsítótár méretét 512 KiB-ra növelték. A Northwood-magos processzorok gyártása során újabb, 130 nm-es csíkszélességű, réz összeköttetéseket használó CMOS technológiát használtak, aminek köszönhetően sikerült a processzor lapkaméretét a tranzisztorszám növelése mellett tovább csökkenteni: a Northwood-magos processzorok B0 verziója 146 mm² felületű kristályon volt, a későbbi revíziókban a processzorlapka mérete 131 mm²-re csökkent. A Northwood-magos processzorok 55 millió tranzisztort tartalmaztak.
A Northwood-magos Pentium 4 processzorok órajele 1,6–3,4 GHz közötti, a rendszerbusz (FSB) frekvenciája 400, 533 vagy 800 MHz lehetett, modelltől függően. Az összes Northwood-magos processzor Socket 478 típusú foglalatba illeszthető FC-mPGA2 tokozásban jelent meg, a processzormag üzemi feszültsége a különböző modellekben 1,475–1,55 V közé eshet, a disszipáció (hőveszteség) 134 W, 3,4 GHz-en.
2002. november 14-én jelent meg a 3066 MHz-es Pentium 4 processzor, amely támogatta a virtuális többmagos működést, a Hyper-Threading technológiát. Ez volt az egyetlen 533 MHz-es rendszerbusszal felszerelt Northwood-magos, Hyper-Threadinget támogató processzor; a továbbiakban ezt a technológiát a 2,4–3,4 GHz közötti órajelű, 800 MHz-es rendszerbusz-frekvenciájú processzorok támogatták.
A Northwood-magos Pentium 4 processzorok jellemző tulajdonsága volt, hogy nem voltak képesek huzamosabb ideig emelt magfeszültségen dolgozni (a mag feszültségének emelése nagy terhelés mellett elterjedt fogás volt, növelte a működés stabilitását magas órajelen). A mag feszültségének 1,7 V-ra emelése az elektromigráció és a fellépő magas helyi hőmérséklet miatt a processzor gyors tönkremeneteléhez vezetett, annak ellenére, hogy a csip egészének hőmérséklete eközben nem emelkedett észrevehetően. Ezt a jelenséget hívták „hirtelen Northwood-halál szindrómának” (sudden Northwood death syndrome), ami komolyan korlátozta a Northwood-magos Pentium 4 processzorok túlhajtását.

#### Prescott

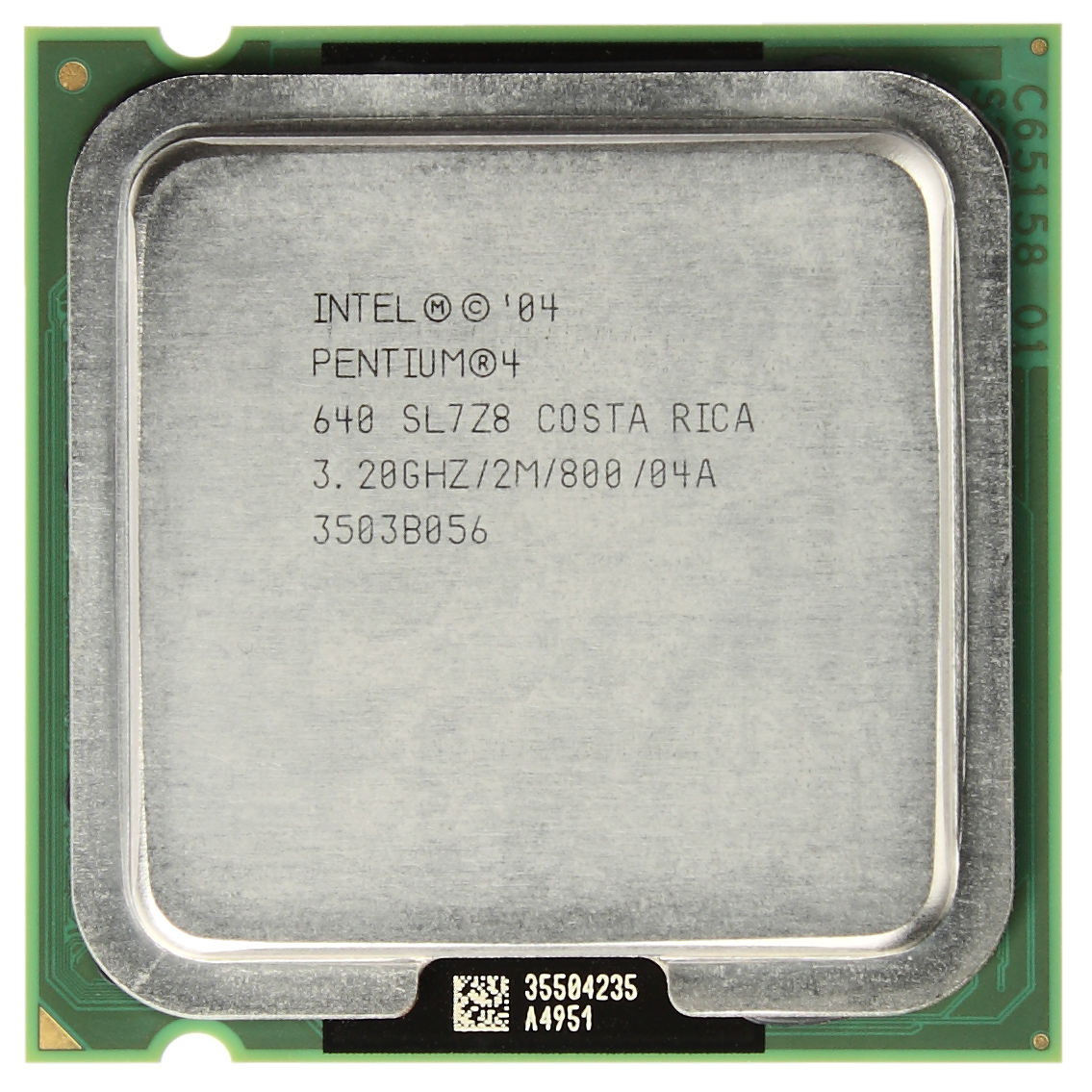
Pentium 4 Prescott 640 modell, 3.2 GHz, felülnézet

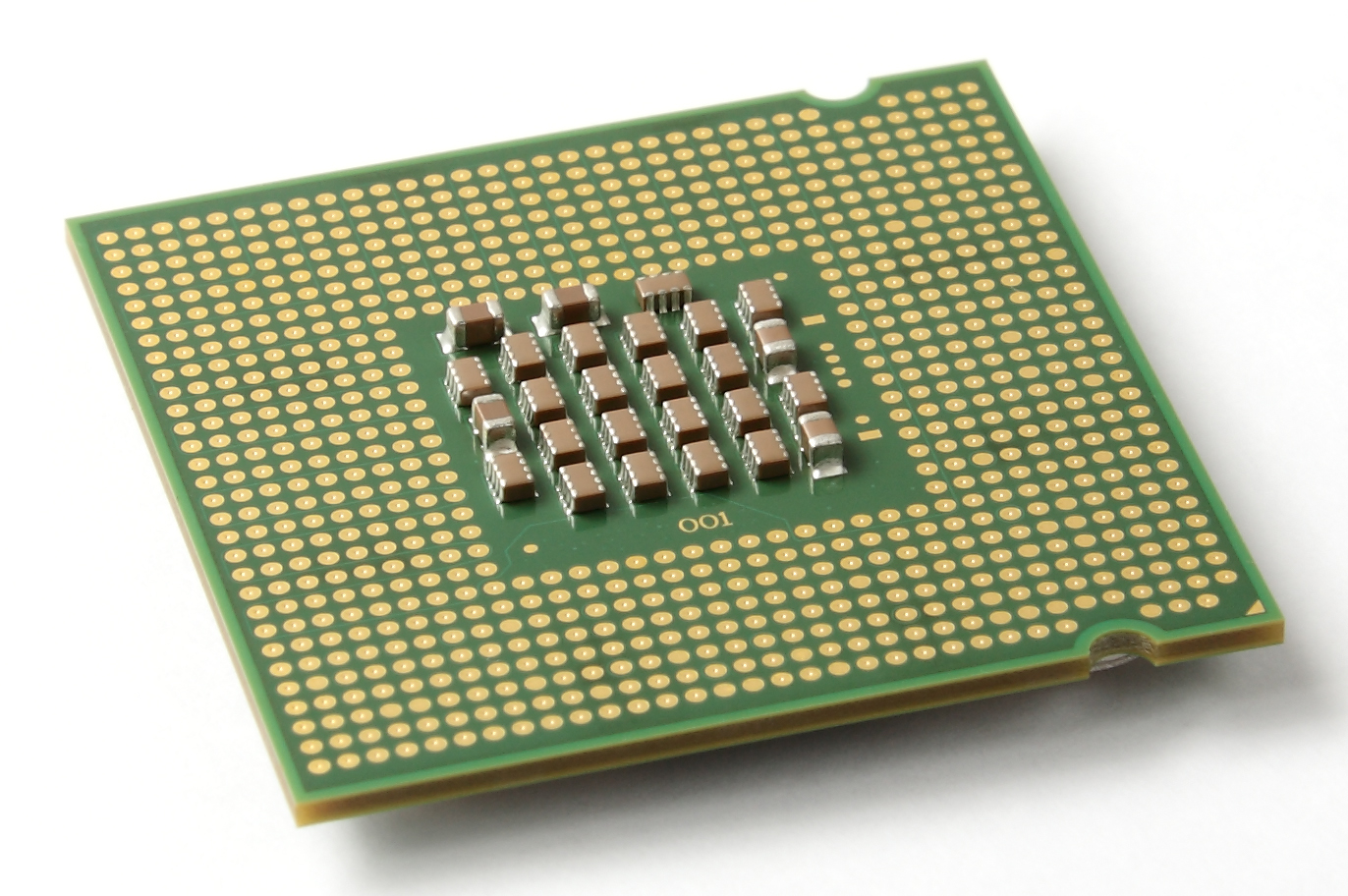
Pentium 4 Prescott 640 modell, alulnézet

2004. február 2-án az Intel bejelentette az első Prescott-maggal szerelt Pentium 4 processzorait. Ez a mag is a NetBurst architektúrán alapult, de az, életciklusa során először, jelentős változásokon esett át.
A Prescott-mag legfontosabb eltérése az elődeitől a meghosszabbított futószalag: a fokozatok számát 20-ról 31-re növelték. Ez megnövelte a processzor frekvencia-potenciálját, ugyanakkor a hosszabb futószalag sokkal komolyabb veszteségeket okozhat az elágazások hibás előrejelzése esetén. Emiatt a Prescott-mag javított elágazás-előrejelző blokkot kapott, amely nagymértékben lecsökkentette a hibás előrejelzések számát. Ezen kívül az ALU-t is felújították, egész értékű szorzóegység került bele, ami hiányzott a Willamette- és Northwood-magokból. Az elsőszintű adat-gyorsítótár méretét 8-ról 16 KiB-ra, a második szintű gyorsítótár méretét 512 KiB-ről 1 MiB-ra növelték.
A Prescott-magos Pentium 4 processzorok órajele 2,4–3,8 GHz közé eshetett, a rendszerbusz frekvenciája 533-tól 800 MHz-ig terjedhetett a különböző modellekben. A 2,8 GHz órajel alatti, asztali gépekbe való processzorokban ki volt kapcsolva a Hyper-Threading támogatása. Eleinte a Prescott-magos processzorokat (Socket 478-ba való) FC-mPGA2 tokozással gyártották, később azonban LGA 775 foglalatba való FC-LGA4 tokozásra váltottak. A processzorok 125 millió tranzisztort tartalmaztak, 90 nm-es feszített szilíciumos (strained silicon) CMOS technológiával készültek, a lapka mérete 112 mm², a mag feszültsége 1,4–1,425 V közé eshetett.
A keskenyebb csíkszélességű technológia ellenére a hőtermelést nem sikerült csökkenteni ezeknél a processzoroknál, pl. a Northwood-magos Pentium 4 3000 tipikus hőtermelése 81,9 watt, a Prescott-magos Pentium 4 3000E (FC-mPGA2 tokozásban) hőtermelése 89 watt. A Prescott-alapú Pentium 4 processzorok maximális hőtermelése 151,13 W 3,8 GHz-es órajelen.
A Prescott-magban az utasításkészlet is bővült: megjelent benne az SSE3 utasításkészlet-bővítmény és az EM64T technológia támogatása, azaz a 64 bites üzemmód, mely utóbbi azonban a korai processzorokban ki volt kapcsolva. A Hyper-Threading technológiát tovább optimalizálták, így az SSE3-ba is kerültek a folyamatok szinkronizációjára vonatkozó utasítások.
A NetBurst architektúrába bevitt változtatások eredményeképpen a Prescott-magos Pentium 4 processzorok teljesítménye változott a Northwood-magos processzorokéhoz képest, de a használt kiterjesztésektől függően különböző mértékben: azokat az egyszálas alkalmazásokat, amelyek x87, MMX, SSE és SSE2 utasításokat használnak, a Prescott-magos processzorok lassabban hajtják végre, mint az elődök; azokat az alkalmazásokat azonban, amelyek kihasználják a többszálú működést vagy érzékenyek a L2 gyorsítótár méretére, az elődöknél gyorsabban futtatják.
2005. február 20-án az Intel bemutatta a továbbfejlesztett Prescott-magon alapuló Pentium 4 processzorokat. Ez a mag mindössze abban különbözött az előzőtől, hogy az L2 gyorsítótár méretét 2 MiB-ra növelték benne, ezért aztán a „Prescott 2M” jelölést kapta. Az újabb magban a tranzisztorok száma 169 millióra, a processzorkristály felülete 135 mm²-re nőtt meg, a mag feszültsége nem változott (1,4–1,425 V maradt).
A Prescott 2M-magos processzorok FC-LGA4 tokozást kaptak, a rendszerbusz-frekvencia 800 MHz volt, támogatták a Hyper-Threading és EM64T technológiákat, órajelük 3–3,8 GHz között lehetett.

#### Cedar Mill

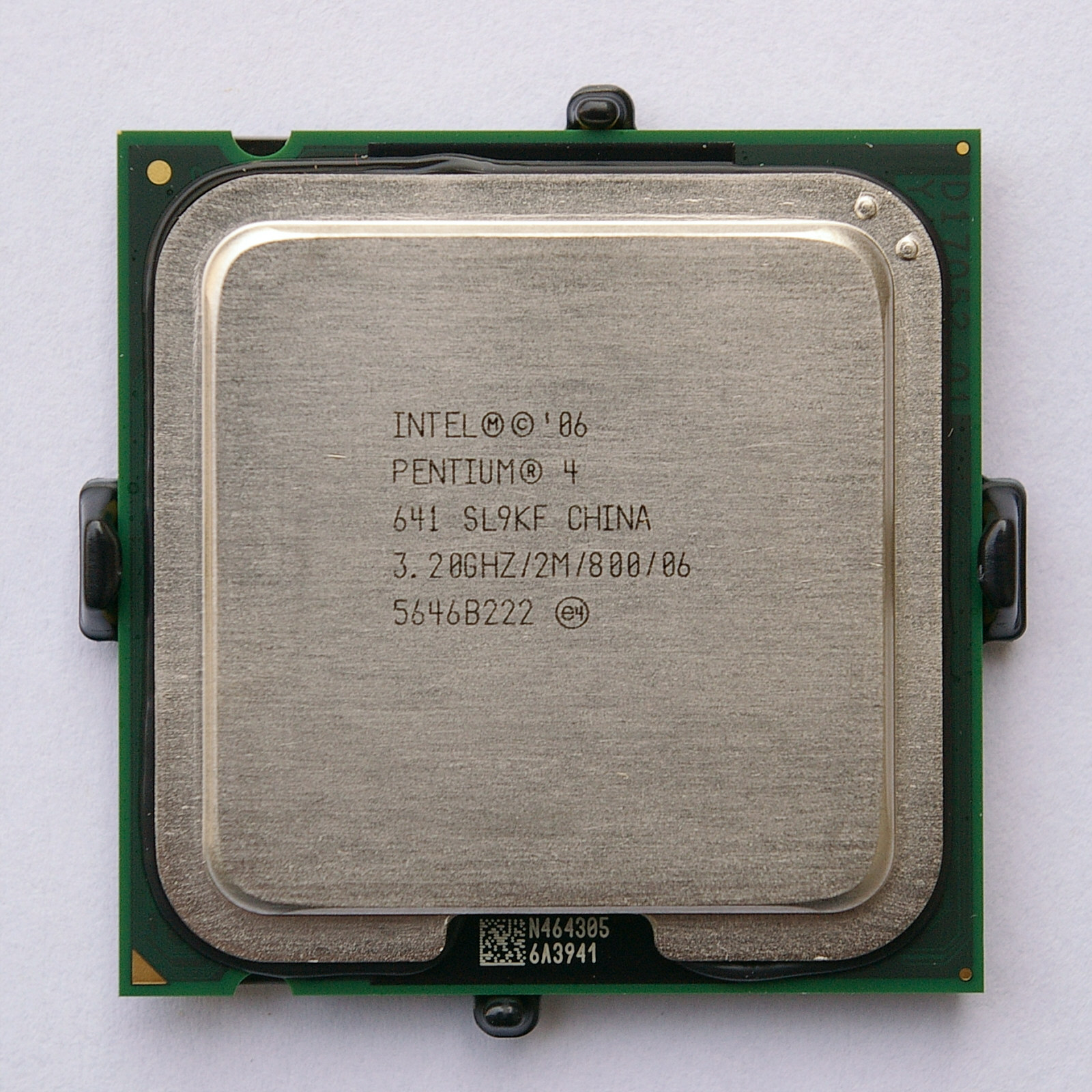
Pentium 4 641, Cedar Mill-mag

Az Intel 2006. január 16-án mutatta be a Cedar Mill-magon alapuló Pentium 4 processzorokat. Ez a mag volt a Pentium 4 processzorokban alkalmazott utolsó típus, lényegében egy újabb, 65 nm-es technológiával gyártott Prescott 2M-mag. Az új gyártási technológiának köszönhetően a mag felülete 81 mm²-re csökkent. A Cedar Mill-magokban nem alkalmaztak jelentősebb felépítésbeli újításokat, azonban a processzorok fogyasztását csökkentették. A Cedar Mill-magos Pentium 4 processzorokból 4 modell készült: a 631 (3 GHz), a 641 (3,2 GHz), a 651 (3,4 GHz), és a 661 (3,6 GHz). Mind a négy modell 800 MHz-es rendszerbusz-frekvenciával működik, LGA775 foglalatba illeszthető, támogatja a Hyper-Threading, EM64T, XD-bit technológiákat, a későbbi C1 és D0 revíziók (stepping) ezenfelül tartalmazták az energiamegtakarítást célzó EIST (Enhanced Intel SpeedStep Technology), C1E (Enhanced C1 state vagy Enhanced Halt State) és a túlhevülést megakadályozó TM2 (Thermal Monitoring 2) technológiákat. A processzorok üzemi feszültsége 1,2–1,3375 V között lehet, a TDP értéke 86 watt a C1 és D1 revízióknál, a D0 revízióban ezt a mutatót 65 W-ra csökkentették.
A Cedar Mill-mag szolgált alapjául a kétmagos, Presler-magra épülő Pentium D processzornak, ami nem egyetlen monolitikus kristályt tartalmaz, hanem két Cedar Mill processzorlapkát egymás mellett, ugyanazon a tartórészen és egy hőterelő borítás alatt.
A Cedar Mill-magon alapuló Pentium 4 processzorokat 2007. augusztus 8-ig gyártották, ekkor az Intel bejelentette, hogy beszünteti a NetBurst architektúrán alapuló processzorok gyártását.
A „Cedar Mill” az oregoni Cedar Mill település nevéből származik, amelynek szomszédságában található az Intel Hillsboro-beli létesítménye.

#### Leállított processzorfejlesztések
2004 vége – 2005 eleje táján a tervek szerint a Prescott-magon alapuló asztali Pentium 4 processzorokat felváltotta volna a Tejas-mag. A Tejas-magot tartalmazó processzorok 90 nm-es technológiával készültek volna, tervezett jellemzőik: órajelük elérte volna a 4,4 GHz-et, a rendszerbusz sebessége 1066 MHz, L1 gyorsítótár mérete 24 KiB, javított Hyper-Threading támogatás. A tervek szerint 2005 végére a gyártási technológiát 65 nm-esre változtatják és a processzorok órajele ekkorra eléri a 9,2 GHz-et. A bevezetés időpontját állandóan elhalasztották, mert a Prescott-magok nem tudták elérni a 4 GHz órajelet sem, főleg a nagy hőtermelés miatt. Végül 2004. május 7-én az Intel bejelentette, hogy abbahagyja a Tejas-magon végzett munkálatokat, és ezzel együtt a NetBurst technológia további fejlesztését is.

### Pentium 4 Extreme Edition
Az Pentium 4 Extreme Edition processzorokat egy szűkebb felhasználói körnek – játékosoknak, rajongóknak – szánták, ezt a cég a 2003 szeptemberében tartott Intel Developer Forumon jelentette be, ahol 30–60 napon belülre ígérte ezek megjelenését:, és november 3-án valóban be is mutatta ezek első példányait. Az Extreme Edition legfőbb eltérése az „átlagos” Pentium 4 processzoroktól a magra integrált harmadik szintű gyorsítótár (L3 cache) és a magasabb órajel. A bejelentés mindössze egy héttel előzte meg az AMD Athlon 64 és Athlon 64 FX processzorainak kibocsátását. A processzorok ára elég borsos volt (az indításkor 999 dollár), emiatt a kritikusok a kiadást „Expensive Edition” (drága kiadás) vagy „Extremely Expensive” (extrém drága), mások „Emergency Edition” (vészkiadás) gúnyneveken emlegették – a „vészkiadás” okai a találgatások szerint a Prescott-magos Pentium 4 processzorok késése volt és az a szándék, hogy csökkentsék az AMD bejelentésének súlyát.
A processzormag alapját a Xeon szerverprocesszorokban is alkalmazott Gallatin-mag képezte, amely egy 2 MiB méretű harmadik szintű gyorsítótárral (L3 cache) bővített M0-s revíziójú Northwood-mag, 237 mm² felületű szilíciumlapkán. A Gallatin-magos P4EE processzorok 3,2—3,466 GHz órajelen működtek, a rendszerbusz frekvenciája a 3,466 GHz-es modelleknél 1066 MHz volt, az alacsonyabb órajelű (3,2 és 3,4 GHz) modelleknél 800 MHz. A magfeszültség 1,4—1,55 V közötti, a maximális hőleadás 3,466 GHz-es órajelen 125,59 W volt. Ezek a processzorok kezdetben Socket 478 foglalatba illeszthető FC-mPGA2 tokozással jelentek meg, később áttértek FC-LGA4 (LGA 775 foglalat) tokozásra. A Gallatin-magos processzorokból hiányzott a 64 bites utasításkészlet támogatása.
2005. február 21-én az Intel bemutatta az Extreme Edition kiadás újabb tagját, egy Prescott 2M-magot tartalmazó és magasabb órajelen működő processzort. Ez a processzor FC-LGA4 tokozásban jelent meg, az LGA775-ös foglalattal ellátott alaplapokba volt illeszthető, órajele 3,733 GHz, a rendszerbusz frekvenciája 1066 MHz, üzemi feszültsége 1,4 V, maximális hőleadása 148,16 W.
Az Extreme Edition kiadás következő fejlődési állomása a kétmagos Pentium XE processzor volt.
Az Intel ezzel egy új termékvonalat alapozott meg, ami bár nem járt magas eladási mutatókkal, mégis a piacon maradt a rajongói tábort célozva, mivel az Intel a legmagasabb specifikációkkal rendelkező, csúcskategóriás termékeit kínálta, és szabad utat engedett az órajel túlhajtásának, a tuningnak is. Ez a piaci taktika a Pentium D, Core 2 Extreme és újabban a Core i7 típusoknál is folytatódik.

### Pentium 4-M és a Mobile Pentium 4
A mobil Pentium 4 processzorokat hordozható eszközökbe szánták. Ezek a Pentium 4-esek a Nortwood-magra épülnek, fő jellemzőjük az alacsony tápfeszültség és a kis hőtermelés, valamint az Intel SpeedStep energiatakarékossági technológiájának támogatása. A processzortest megengedett maximális hőmérsékletét ezeknél a típusoknál 100 °C-ra emelték – összehasonlításképpen az asztali Northwood-magos processzoroknál ez az érték 68–75 °C között van –, a mobil eszközökben, azaz leginkább a laptopokban uralkodó működési körülmények (kis légtér, kis hűtőbordák és gyengébb légáramlás) miatt.
A Pentium 4-M (a dokumentációban Mobile Intel Pentium 4 Processor-M) processzorok 400 MHz-es rendszerbusszal működnek együtt, a processzormag feszültsége 1,3 V, a hőtermelés legnagyobb értéke 48,78 W 2,666 GHz-es órajel mellett, a tipikus érték 35 W, csökkentett energiafelhasználási üzemmódban 13,69 W. A Pentium 4-M processzorok órajele 1,4-től 2,666 GHz-ig terjedhet.
A Mobile Pentium 4 (a dokumentációban Mobile Intel Pentium 4 Processor) processzorok lényegében Northwood- vagy Prescott-magos Pentium 4-esek; a Pentium 4-M processzorokénál magasabb órajeleken működnek: órajelük 2,4–től 3,466 GHz-ig terjedő tartományban lehet. Közülük néhány változat támogatta a Hyper-Threadinget is.
Az összes Mobile Pentium 4 processzor 533 MHz frekvenciájú rendszerbuszt támogat. A mag feszültsége 1,325—1,55 V, a maximális hőtermelés értéke 112 W 3,466 GHz-es órajel mellett, a tipikus érték 59,8 és 88 W közötti, csökkentett energiafelhasználási üzemmódban 34,06 és 53,68 W között van.

### A Pentium 4 utódai

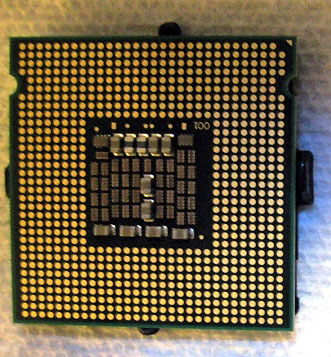
Pentium D 820 alulnézet

Eredetileg a Pentium 4 processzorok kijelölt utódja a Tejas kódnevű processzor volt, amelyet 2005 első felében szándékoztak megjelentetni. Ennek fejlesztését azonban a Prescott-mag megjelenése után néhány hónappal beszüntették, főleg a rendkívül magas TDP miatt (a Tejas hőkibocsátása 2,8 GHz órajelnél 150 W volt, szemben pl. a Northwood 80 W-os és a Prescott 100 W-os hőkibocsátásával, ugyanazon órajel mellett). Ezzel együtt a NetBurst architektúra fejlesztését is leállították, néhány kivételtől eltekintve, mint a kétmagos Pentium D, Pentium Extreme Edition és a Cedar Mill-magon alapuló Pentium 4 HT.
2005 májusától kezdve az Intel elkezdte a kétmagos Pentium 4 processzorok kibocsátását, Pentium D és Pentium Extreme Edition nevek alatt. Ez azt jelezte, hogy az Intel elmozdul a párhuzamosság és a többmagos processzorok irányába. A processzorok 90 nm-es és 65 nm-es technológiával készült változatai a Smithfield és Presler kódnevet kapták.
A Pentium 4 valódi utódaivá végül a 2006. július 27-én kiadott, Core mikroarchitektúrán alapuló Conroe-magos Intel Core 2 processzorok váltak. Az Intel Core 2 processzorok egy-, két- és négymagos kiépítésben jelentek meg. Az egymagos processzorokat főleg az OEM piacra szánták, míg a két- és négymagos verziókat a nagykereskedelemben és OEM-eknek is árulták.

## Piaci viszonyok
A Pentium 4 processzorok vezető helyet foglaltak el az Intel termékpalettáján, 2000-es megjelenésüktől a Pentium D 2005 májusi megjelenéséig. A Pentium 4-es processzorok a felsőbb árkategóriába tartoztak, áruk a Pentium D megjelenésével csökkent. Az Intel ezeket nemcsak általános célú processzorként reklámozta, hanem erős multimédiás processzorként is, amellyel a hang- és képfeldolgozó szoftverekben, játékokban és internetes alkalmazásokban a maximális teljesítmény érhető el.
A megjelenést követő évben az Intel processzorok eladási listáit még mindig a Pentium III processzorok vezették – ez a drága RDRAM memóriát igénylő Pentium 4-es rendszerek magas árával és az alternatíva hiányával magyarázható, mígnem 2001 őszén megjelent az Intel 845-ös lapkakészlet. Az Intel agresszív piaci és marketingpolitikájának következményeképpen azonban változott a helyzet, és a Pentium 4 processzorok népszerűvé váltak. Az Intel piaci taktikái közé tartozott pl. árkedvezmény nyújtása a kizárólag Intel termékeket használó forgalmazóknak, a konkurens termékek forgalmazásáról való lemondásért járó díjazás, és az Intel kezére játszott a konkurens AMD nem túl sikeres marketingje is.
Ugyancsak az Intelt segítette a „megahertz-mítosz” elterjedése – az az állítás, hogy a magasabb órajelű processzorok gyorsabbak és nagyobb teljesítményűek –, ami még az Intel processzorok között sem igaz, de alkalmas a tapasztalatlan vásárlók megtévesztésére. Az AMD emiatt vezette be a teljesítmény-összehasonlítási teszteket az Athlon processzorok megjelenésekor.
Mindezek ellenére az AMD-nek sikerült nagyobb részesedést kiharcolnia a mikroprocesszor-piacon, főként az Athlon XP és Athlon 64 processzorok révén, amelyek ára alacsonyabb, számítási teljesítménye pedig magasabb volt a Pentium 4 processzorokénál. Így 2000-től 2001 végéig az AMD részesedése az x86 architektúrájú mikroprocesszorok piacán kb. 18%-ról 22%-ra nőtt, miközben az Intel részesedése 82,2%-ról 78,7%-ra csökkent. Az AMD-nél fellépett problémák miatt piaci részesedésük 2002-ben 14%-ra csökkent, ezek megoldása után, a 2003-tól 2006-ig terjedő időszakban azonban 26%-ra emelkedett (miközben az Intel részesedése 73%-ra csökkent).

## Összehasonlítás a konkurenciával
A Pentium 4 processzorok mellett a következő x86-os processzorok voltak még a piacon:
- Intel Pentium III-S (Tualatin). Munkaállomásokba és szerverekbe szánt processzor. A kisebb órajel ellenére teljesítménye a legtöbb feladatban meghaladta a Willamette-magos Pentium 4 processzorokét. Ezen kívül a Pentium 4 processzorral ellentétben a Pentium III-S processzorok kétprocesszoros konfigurációban is képesek voltak működni. Az Intel kibocsátott Tualatin-magos Pentium III processzorokat is, amelyek a Pentium III-S-től a kisebb L2 gyorsítótár-méretben különböztek. Ez a két processzor nem terjedt el: később jelentek meg, mint a Pentium 4, amely akkor már az Intel vezető processzora volt, és jóval drágábbak is voltak, mint a Pentium 4, miközben hasonló teljesítményt nyújtottak.[63]
- Intel Celeron (Tualatin). Ezek csökkentett frekvenciájú rendszerbusszal működő, olcsóbb rendszerekbe való Pentium III processzorok. Összességében elmaradtak a Pentium 4 mögött, az alacsonyabb órajel, a kisebb memóriaelérési sebesség és az alacsonyabb rendszerbusz-frekvencia miatt: a Tualatin-magos Celeronok 2002-ben érték el az 1,4 GHz-es órajelet, miközben az első Pentium 4 processzorok órajele is 1,3 GHz volt; a Celeron-processzoros rendszerek általában PC133 SDRAM, a Pentium 4-es rendszerek RDRAM vagy DDR SDRAM memóriákat használtak; 100 MHz-es rendszerbusz a Pentium 4-es 400 MHz-es buszával szemben.[64] A tuningolt / túlhajtott órajelű és olcsóbb Celeronok teljesítménye összehasonlítható volt a hasonló órajelű Pentium 4-esekével.[65]
- Intel Celeron (Willamette-128 és Northwood-128), Celeron D (Prescott-256 és Cedar Mill-512). Alacsonyabb sebességű rendszerbusszal és kisebb másodszintű gyorsítótárral rendelkező, olcsóbb rendszerekbe szánt Pentium 4 processzorok, teljesítményük elmaradt a Pentium 4 sorozattól. Néhány alkalmazásban a Willamette-128-magos Celeron még az elődjénél, az alacsonyabb órajelű Tualatin-magos Celeronnál is gyengébb teljesítményt nyújtott.[64]
- Intel Pentium M és Celeron M. Ezek a Pentium III hordozható gépekbe szánt továbbfejlesztései, jellemzőjük a kis fogyasztás és alacsony hőkibocsátás. A Pentium M megelőzte a mobil Pentium 4 M processzorok többségét, valamint néhány asztali Pentium 4 modellt is, alacsonyabb órajel és hőtermelés mellett.[66][67] A Celeron M teljesítménye csak egy kicsivel maradt el a Pentium M teljesítménye mögött.
- Intel Pentium D (Presler, Smithfield). Kétmagos processzorsorozat, a processzorokban két Prescott vagy Cedar Mill-mag található (a Prescott-magok egymás mellett, a Cedar Mill-magok közös hordozórétegen); teljesítményük meghaladta az azonos órajelű Pentium 4-eket az alkalmazások többségében, bár a Pentium 4 sorozat maximális órajele (3,8 GHz) meghaladta a Pentium D sorozat legnagyobb órajelét (3,2 GHz), és emiatt az egymagos processzorok jobb teljesítményt nyújthattak a nem többszálas működésre optimalizált alkalmazásokban.[68]
- AMD Athlon (Thunderbird). A Willamette-magos Pentium 4 processzorok konkurensei. Az Athlon processzorok a Pentium 4-nél gyengébb teljesítményt nyújtottak az SSE és SSE2 utasításkészlet-bővítményeket használó programok, a nagy memóriaelérési sebességet igénylő, nagy adatfolyamokkal dolgozó és a NetBurst architektúrára optimalizált programokban, viszont jobbak voltak az irodai, üzleti alkalmazásokban, a 3D modellek és matematikai számítások terén.[69]
- AMD Athlon XP. Leginkább a Northwood-magos Pentium 4 konkurense. Az Athlon XP processzorok nevében nem az órajel, hanem a (Athlon XP–Pentium 4) teljesítmény-összehasonlítás értékei szerepeltek. Az „azonos tesztértékű” Athlon XP processzorok lemaradtak az Intel processzorok mögött a NetBurst architektúrára optimalizált, az SSE2 támogatást vagy nagy memóriasebességet igénylő alkalmazásokban, de jelentősen megelőzték azokat a lebegőpontos számítások sebességében és a nem optimalizált alkalmazásokban. A későbbi Pentium 4 processzorok megelőzték a konkurensüket a legtöbb alkalmazásban.[70]
- AMD Athlon 64. A Prescott-magos Pentium 4 konkurense. Egy sor feladatban megelőzi az Intel processzorait, pl. irodai alkalmazások, tudományos számítások, játékok, a gyorsabb memóriaelérés és a jobb matematikai koprocesszor miatt, viszont elmarad a Pentium 4 processzorok mögött a NetBurst architektúrára optimalizált programokban és a többszálú működést támogató alkalmazásokban.[71]
- AMD Athlon 64 FX. A Pentium 4 Extreme Edition konkurense. Az Athlon 64 és Pentium 4 esetéhez hasonlóan, az Athlon 64 FX felépítésbeli vonásai: az integrált memóriavezérlő, a hatékonyabb matematikai koprocesszor tekintetében megelőzi a riválisát, a NetBurst architektúrára optimalizált programokban és a többszálú működés terén elmarad attól.[72]
- AMD Duron (Morgan és Applebred). Ezek a processzorok az olcsó árkategóriát célozták, így a Celeron processzorok konkurensei voltak, teljesítményük ezáltal általában elmaradt a Pentium 4-étől; a nem NetBurst architektúrára optimalizált és az SSE2 utasításokat nem használó programokban azonban képesek voltak jobb teljesítményt nyújtani, mint az akár jóval magasabb órajelű Pentium 4 processzorok.[73]
- VIA C3 (Nehemiah) és VIA Eden. Ezek a processzorok alacsony fogyasztású gépekben, laptopokban, valamint integrált processzorként való felhasználásra készültek; teljesítményük elmaradt a konkurens processzorokétól.[74]
- VIA C7. A VIA C3 processzorokhoz hasonlóan kisfogyasztású gépekbe és laptopokba szánt processzorok. Teljesítményük jelentősen elmarad a konkurens termékektől, kivéve a titkosítási feladatokat, amelyhez hardveres támogatással rendelkeznek.[75][76]
- Transmeta Efficeon. Laptopokba szánt alacsony fogyasztású és kis hőtermelésű processzorcsalád, melyben a belső 256 bites VLIW felépítésű architektúra emulálja az x86-os utasításokat. Habár kompatibilis a Pentium 4 processzorok utasításkészlet-architektúrájával, teljesítménye az AMD és Intel mobil processzorainak közelében jár, és megelőzi a VIA processzorokat.[77][78]

A magas órajel-frekvenciákon működő Pentium 4 processzorok nagy energiafelvétele nagy hőkibocsátással jár. A Pentium 4 sorozat processzorainak maximális órajele 3,8 GHz, ezen az órajelen a tipikus hőkibocsátásuk 100 W, maximális: 150 W. Ezeknek a processzoroknak azonban jobb védelmük van a túlhevülés ellen, mint a konkurenseiknek. Az Intel Thermal Monitor és a későbbi modellekben bevezetett Thermal Monitor 2 technológiák hatékonyan szabályozzák a hőleadást és védik a processzorokat a túlmelegedéstől. Ezt az órajel modulációjával, majd a Pentium 4 Prescott E0-s alverziótól kezdve a belső órajel-frekvencia és a magfeszültség csökkentésével érik el, végső soron pedig a processzor leállításával. A különböző processzorok túlhevülés elleni védelmének demonstrálására Thomas Pabst (a Tom’s Hardware technológiai portál alapítója) 2001-ben elvégzett egy kísérletet, amely felhívta a figyelmet a probléma fontosságára és a megoldások gyengeségeire, azonban az eredmény nem meggyőző, mivel a vizsgálatot egy-egy darabon végezte, statisztikai áttekintést nem ad (nem is volt célja).
A NetBurst architektúra alapvetően a magas órajelen való működést célozza, ennek egyik érdekes következménye, hogy a Pentium 4 processzorok igen népszerűek lettek processzor-tuningoló (overclocker) körökben. Így pl. a Cedar Mill-magot tartalmazó processzorok képesek akár 7 GHz-et meghaladó órajelen működni, extrém hűtés, pl. folyékony nitrogén alkalmazása mellett, és a korai Northwood-magos processzorok alaphelyzetű 100 MHz frekvenciájú rendszerbusz helyett megbízhatóan működtek 133 MHz-es és afölötti frekvencián is.

## Technikai jellemzők
| [ 29 ] [ 83 ] [ 84 ]                            | Willamette | Northwood | Northwood | Gallatin | Prescott | Prescott | Prescott 2M | Cedar Mill |    |
| ----------------------------------------------- | --- | --- | --- | --- | --- | --- | --- | --- | -- |
| [ 29 ] [ 83 ] [ 84 ]                            | asztali | asztali | mobil | asztali | asztali | mobil | asztali | asztali |    |
| Órajel                                          | | | | | | | | |    |
| Mag, GHz                                        | 1,3–2 | 1,6–3,4 | 1,4–3,2 | 3,2–3,466 | 2,4–3,8 | 2,8–3,333 | 2,8–3,8 | 3–3,6 |    |
| FSB, MHz                                        | 400 | 400, 533, 800                                                                                                   | 400, 533 | 800, 1066 | 533, 800, 1066 (EE)                                                                                             | 533, 800, 1066 (EE)                                                                                             | 533, 800, 1066 (EE)                                                                                             | 800 |    |
| A mag jellemzői                                 | | | | | | | | |    |
| Utasításkészlet                                 | IA-32, MMX, SSE, SSE2                                                                                           | IA-32, MMX, SSE, SSE2                                                                                           | IA-32, MMX, SSE, SSE2                                                                                           | IA-32, MMX, SSE, SSE2                                                                                           | IA-32, EM64T (bizonyos modellekben), MMX, SSE, SSE2, SSE3                                                       | IA-32, EM64T (bizonyos modellekben), MMX, SSE, SSE2, SSE3                                                       | IA-32, EM64T (bizonyos modellekben), MMX, SSE, SSE2, SSE3                                                       | IA-32, EM64T (bizonyos modellekben), MMX, SSE, SSE2, SSE3                                                       |    |
| A regiszterek mérete (bit)                      | 32/64 bit (egész), 80 bit (lebegőpontos), 64 bit (MMX), 128 bit (SSE)                                           | 32/64 bit (egész), 80 bit (lebegőpontos), 64 bit (MMX), 128 bit (SSE)                                           | 32/64 bit (egész), 80 bit (lebegőpontos), 64 bit (MMX), 128 bit (SSE)                                           | 32/64 bit (egész), 80 bit (lebegőpontos), 64 bit (MMX), 128 bit (SSE)                                           | 32/64 bit (egész), 80 bit (lebegőpontos), 64 bit (MMX), 128 bit (SSE)                                           | 32/64 bit (egész), 80 bit (lebegőpontos), 64 bit (MMX), 128 bit (SSE)                                           | 32/64 bit (egész), 80 bit (lebegőpontos), 64 bit (MMX), 128 bit (SSE)                                           | 32/64 bit (egész), 80 bit (lebegőpontos), 64 bit (MMX), 128 bit (SSE)                                           |    |
| A futószalag-fokozatok száma                    | 20 (utasításdekódoló fokozatok nélkül)                                                                          | 20 (utasításdekódoló fokozatok nélkül)                                                                          | 20 (utasításdekódoló fokozatok nélkül)                                                                          | 20 (utasításdekódoló fokozatok nélkül)                                                                          | 31 (utasításdekódoló fokozatok nélkül)                                                                          | 31 (utasításdekódoló fokozatok nélkül)                                                                          | 31 (utasításdekódoló fokozatok nélkül)                                                                          | 31 (utasításdekódoló fokozatok nélkül)                                                                          |    |
| A címbusz mérete (bit)                          | 36 bit | 36 bit | 36 bit | 36 bit | 40 bit | 40 bit | 40 bit | 40 bit |    |
| Az adatbusz mérete (bit)                        | 64 bit | 64 bit | 64 bit | 64 bit | 64 bit | 64 bit | 64 bit | 64 bit |    |
| Hardveres előolvasás                            | van | van | van | van | van | van | van | van |    |
| A tranzisztorok száma, millió                   | 42 | 55 | 55 | 178 | 125 | 125 | 188 | 188 |    |
| L1 gyorsítótár                                  | | | | | | | | |    |
| Adatgyorsítótár                                 | 8 KiB, 4-utas csoport-asszociatív, sorhossz – 64 byte, kétportos write-through                                  | 8 KiB, 4-utas csoport-asszociatív, sorhossz – 64 byte, kétportos write-through                                  | 8 KiB, 4-utas csoport-asszociatív, sorhossz – 64 byte, kétportos write-through                                  | 8 KiB, 4-utas csoport-asszociatív, sorhossz – 64 byte, kétportos write-through                                  | 16 KiB, 8-utas csoport-asszociatív, sorhossz – 64 byte, kétportos write-through                                 | 16 KiB, 8-utas csoport-asszociatív, sorhossz – 64 byte, kétportos write-through                                 | 16 KiB, 8-utas csoport-asszociatív, sorhossz – 64 byte, kétportos write-through                                 | 16 KiB, 8-utas csoport-asszociatív, sorhossz – 64 byte, kétportos write-through                                 |    |
| Utasítás-gyorsítótár                            | mikroutasítás-sorozat gyorsítótár, 12 000 mikroutasítás, 8-utas csoport-asszociatív, sorhossz – 6 mikroutasítás | mikroutasítás-sorozat gyorsítótár, 12 000 mikroutasítás, 8-utas csoport-asszociatív, sorhossz – 6 mikroutasítás | mikroutasítás-sorozat gyorsítótár, 12 000 mikroutasítás, 8-utas csoport-asszociatív, sorhossz – 6 mikroutasítás | mikroutasítás-sorozat gyorsítótár, 12 000 mikroutasítás, 8-utas csoport-asszociatív, sorhossz – 6 mikroutasítás | mikroutasítás-sorozat gyorsítótár, 12 000 mikroutasítás, 8-utas csoport-asszociatív, sorhossz – 6 mikroutasítás | mikroutasítás-sorozat gyorsítótár, 12 000 mikroutasítás, 8-utas csoport-asszociatív, sorhossz – 6 mikroutasítás | mikroutasítás-sorozat gyorsítótár, 12 000 mikroutasítás, 8-utas csoport-asszociatív, sorhossz – 6 mikroutasítás | mikroutasítás-sorozat gyorsítótár, 12 000 mikroutasítás, 8-utas csoport-asszociatív, sorhossz – 6 mikroutasítás |    |
| L2 gyorsítótár                                  | | | | | | | | |    |
| Méret, MiB                                      | ¼ | ½ | ½ | ½ | 1 | 1 | 2 | 2 |    |
| Frekvencia                                      | magfrekvencia                                                                                                   | magfrekvencia                                                                                                   | magfrekvencia                                                                                                   | magfrekvencia                                                                                                   | magfrekvencia                                                                                                   | magfrekvencia                                                                                                   | magfrekvencia                                                                                                   | magfrekvencia                                                                                                   |    |
| A BSB mérete                                    | 256 bit + 32 bit ECC                                                                                            | 256 bit + 32 bit ECC                                                                                            | 256 bit + 32 bit ECC                                                                                            | 256 bit + 32 bit ECC                                                                                            | 256 bit + 32 bit ECC                                                                                            | 256 bit + 32 bit ECC                                                                                            | 256 bit + 32 bit ECC                                                                                            | 256 bit + 32 bit ECC                                                                                            |    |
| Szervezés                                       | egyesített, csoport-asszociatív, nemblokkoló, hibaellenőrzés-hibajavítás (ECC); sorhossz – 64 byte              | egyesített, csoport-asszociatív, nemblokkoló, hibaellenőrzés-hibajavítás (ECC); sorhossz – 64 byte              | egyesített, csoport-asszociatív, nemblokkoló, hibaellenőrzés-hibajavítás (ECC); sorhossz – 64 byte              | egyesített, csoport-asszociatív, nemblokkoló, hibaellenőrzés-hibajavítás (ECC); sorhossz – 64 byte              | egyesített, csoport-asszociatív, nemblokkoló, hibaellenőrzés-hibajavítás (ECC); sorhossz – 64 byte              | egyesített, csoport-asszociatív, nemblokkoló, hibaellenőrzés-hibajavítás (ECC); sorhossz – 64 byte              | egyesített, csoport-asszociatív, nemblokkoló, hibaellenőrzés-hibajavítás (ECC); sorhossz – 64 byte              | egyesített, csoport-asszociatív, nemblokkoló, hibaellenőrzés-hibajavítás (ECC); sorhossz – 64 byte              |    |
| Asszociativitás                                 | 8-utas | 8-utas | 8-utas | 8-utas | 8-utas | 8-utas | 8-utas | 8-utas |    |
| L3 gyorsítótár                                  | | | | | | | | |    |
| Méret, MiB                                      | nincs | nincs | nincs | 2 | nincs | nincs | nincs | nincs |    |
| Asszociativitás                                 | nincs | nincs | nincs | 8-utas | nincs | nincs | nincs | nincs |    |
| Sorhossz                                        | nincs | nincs | nincs | 64 byte | nincs | nincs | nincs | nincs |    |
| Interface                                       | | | | | | | | |    |
| Foglalat                                        | Socket 423, Socket 478                                                                                          | Socket 478 | Socket 478 | Socket 478, LGA 775                                                                                             | Socket 478, LGA 775                                                                                             | Socket 478 | Socket 775 | Socket 775 |    |
| Tokozás                                         | FCPGA2, [FC-mPGA2                                                                                               | FC-mPGA2 | FC-mPGA, FC-mPGA2                                                                                               | FC-mPGA2, FC-LGA4                                                                                               | FC-mPGA2, FC-LGA4                                                                                               | FC-mPGA2, FC-mPGA4                                                                                              | FC-LGA4 | FC-LGA4 |    |
| Buszok                                          | AGTL+ (a jelszint egyenlő a mag feszültségével)                                                                 | AGTL+ (a jelszint egyenlő a mag feszültségével)                                                                 | AGTL+ (a jelszint egyenlő a mag feszültségével)                                                                 | AGTL+ (a jelszint egyenlő a mag feszültségével)                                                                 | AGTL+ (a jelszint egyenlő a mag feszültségével)                                                                 | AGTL+ (a jelszint egyenlő a mag feszültségével)                                                                 | AGTL+ (a jelszint egyenlő a mag feszültségével)                                                                 | AGTL+ (a jelszint egyenlő a mag feszültségével)                                                                 |    |
| technológiai, elektromos és hőleadási jellemzők | | | | | | | | |    |
| Gyártási technológia                            | 180 nm CMOS (ötrétegű, alumínium vezetőréteg)                                                                   | 130 nm CMOS (hatrétegű, réz vezetőréteg, Low-K dielektrikum)                                                    | 130 nm CMOS (hatrétegű, réz vezetőréteg, Low-K dielektrikum)                                                    | 130 nm CMOS (hatrétegű, réz vezetőréteg, Low-K dielektrikum)                                                    | 90 nm CMOS (hétrétegű, réz vezetőréteg, Low-K, nyújtott szilícium)                                              | 90 nm CMOS (hétrétegű, réz vezetőréteg, Low-K, nyújtott szilícium)                                              | 90 nm CMOS (hétrétegű, réz vezetőréteg, Low-K, nyújtott szilícium)                                              | 65 nm CMOS (nyolcrétegű, réz vezetőréteg, Low-K, nyújtott szilícium)                                            |    |
| Lapkaméret, mm²                                 | 217 | 146 (rev. B0) 131 (rev. C1, D1, M0)                                                                             | 146 (rev. B0) 131 (rev. C1, D1, M0)                                                                             | 237 | 112 | 112 | 135 | 81 | 81 |
| Magfeszültség, V                                | 1,7–1,75 | 1,475–1,55 | 1,3–1,55 | 1,4–1,55 | 1,4–1,425 | 1,325 | 1,4–1,425 | 1,2–1,3375 |    |
| Az I/O áramkörök feszültsége                    | magfeszültség                                                                                                   | magfeszültség                                                                                                   | magfeszültség                                                                                                   | magfeszültség                                                                                                   | magfeszültség                                                                                                   | magfeszültség                                                                                                   | magfeszültség                                                                                                   | magfeszültség                                                                                                   |    |
| Az L2 gyorsítótár feszültsége                   | magfeszültség                                                                                                   | magfeszültség                                                                                                   | magfeszültség                                                                                                   | magfeszültség                                                                                                   | magfeszültség                                                                                                   | magfeszültség                                                                                                   | magfeszültség                                                                                                   | magfeszültség                                                                                                   |    |
| Max. hőleadás, W                                | 100 | 134 | 48,78 | 125,59 | 151,13 | 112 | 148,16 | 116,75 |    |

## Fordítás
- Ez a szócikk részben vagy egészben a Pentium 4 című orosz Wikipédia-szócikk ezen változatának fordításán alapul.  Az eredeti cikk szerkesztőit annak laptörténete sorolja fel. Ez a jelzés csupán a megfogalmazás eredetét és a szerzői jogokat jelzi, nem szolgál a cikkben szereplő információk forrásmegjelöléseként.
- Ez a szócikk részben vagy egészben a Pentium 4 című angol Wikipédia-szócikk ezen változatának fordításán alapul.  Az eredeti cikk szerkesztőit annak laptörténete sorolja fel. Ez a jelzés csupán a megfogalmazás eredetét és a szerzői jogokat jelzi, nem szolgál a cikkben szereplő információk forrásmegjelöléseként.